# Salvia caymanensis
Salvia caymanensis (englischer Trivialname: Cayman Sage = Cayman-Salbei) ist eine Pflanzenart aus der Gattung Salbei (Salvia). Sie ist endemisch auf Grand Cayman in den Cayman Islands. Diese Art galt seit 1967 als ausgestorben, wurde jedoch im Sommer 2007 durch Carla Reid wiederentdeckt.

## Merkmale
Salvia caymanensis ist eine kurzlebige, mehrjährige krautige Pflanze und erreicht eine Wuchshöhe von 50 bis 100 cm. Der streng aufgerichtete Stängel ist oben mit feinen weißen Haaren bedeckt und verholzt im unteren Bereich. Die eiförmig-lanzettlichen Laubblätter sind zwischen 2,5 und 3 cm lang und zwischen 1 und 1,4 cm breit. Die helle Blattunterseite ist mit feinen, weißen Filzhaaren bedeckt, die streng aromatisch riechende Oberseite ist graugrün. Die Länge der Blattstiele beträgt ein Viertel der Länge der Blattspreite.
Die endständigen Blütentrauben sind straff und geöffnet. Die Tragblätter sind lanzettlich zugespitzt. Die kurzstieligen, weniger als einen halben Zentimeter langen Blüten sind quirlständig. Die Länge der Blütenstiele beträgt die Hälfte der Länge der Krone. Der dreilippige, drüsenhaarige Blütenkelch ist an der Oberseite blaugrün, an der Unterseite hellgrün. Die Krone ist lebhaft himmelblau gefärbt. Ihre Länge beträgt das Doppelte der Kelchlänge. Der Griffel ist ungleichmäßig zweilippig. Die olivfarbenen Klausen sind 1,95 mm lang und 0,925 mm breit.

## Lebensraum
Der Lebensraum von Salvia caymanensis umfasst sandiges Grasland, alte Weiden und Lichtungen. Die Art wächst häufig in Gegenden, die von Stürmen oder Hurrikans zerstört wurden.

## Wiederentdeckung
Nach den Zerstörungen, die 2004 durch den Hurrikan Ivan verursacht wurden, vermuteten Naturschützer, dass die Bedingungen für ein Wiederauftauchen von Salvia caymanensis ideal wären, falls noch lebensfähige Samen in der Natur existierten. Im Mai 2007 platzierte das Umweltministerium der Cayman Islands daher in Zusammenarbeit mit der Darwin Initiative Steckbriefe, auf denen eine Belohnung von 1000 CI$ für jedes wiederentdeckte lebende Exemplar von Salvia caymanensis ausgesetzt wurde. Die Steckbriefaktion wurde zur üblichen Blütezeit der Art angesetzt. Im Juli 2007 entdeckte eine Einwohnerin von Grand Cayman während ihrer Fahrt auf dem in der Regel stark befahrenen Queen’s Highway unauffällige blaue Blüten, die in der Nähe des Straßenrandes wuchsen und schließlich als die seit 1967 verschollene Art Salvia caymanensis identifiziert wurden. Heute sind 300 Individuen von zwei Orten bekannt. Etwa 18.000 Samen wurden gesammelt, davon befinden sich 9.000 in der Millennium Seed Bank.